# James Leo Meehan
Pour les articles homonymes, voir Meehan.
Ne doit pas être confondu avec James Meehan.
James Leo Meehan est un réalisateur et scénariste américain né le 22 juillet 1891 en Illinois (États-Unis), mort le 21 avril 1943 à Los Angeles (États-Unis).

## Filmographie

### comme réalisateur

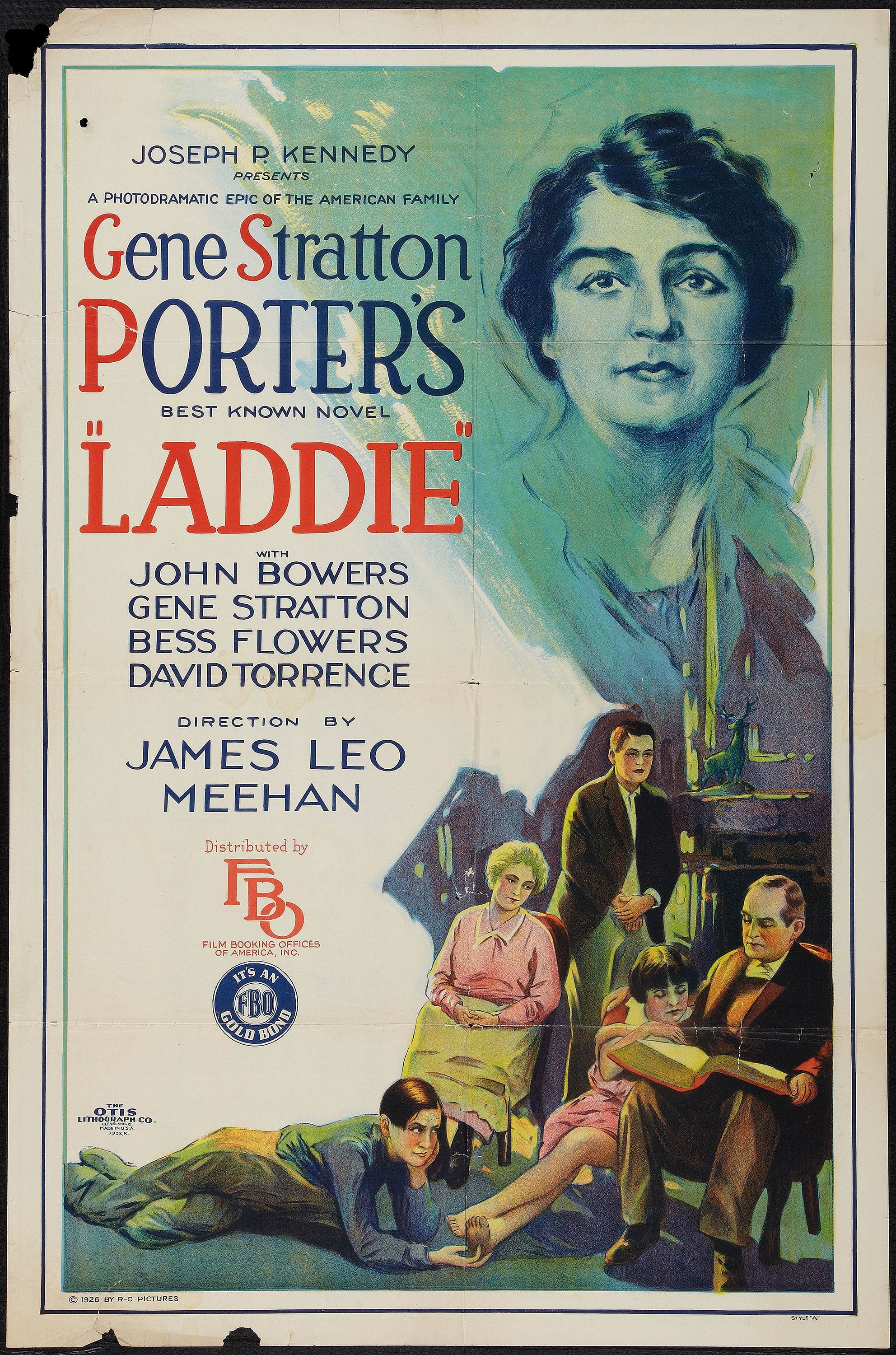
Affiche du film Laddie (1926).

- 1922 : Silver Spurs (en)
- 1922 : Trapped in the Air
- 1923 : Michael O'Halloran
- 1924 : A Girl of the Limberlost
- 1925 : The Keeper of the Bees
- 1926 : Laddie
- 1927 : Naughty Nanette
- 1927 : Mother
- 1927 : The Magic Garden
- 1927 : Judgment of the Hills
- 1927 : The Harvester
- 1927 : Little Mickey Grogan
- 1928 : Wallflowers
- 1928 : Freckles
- 1928 : The Devil's Trademark
- 1928 : The Little Yellow House
- 1929 : The Bridegroom
- 1929 : Hunt the Tiger
- 1929 : Hunting Tigers in India
- 1930 : Across the World with Mr. and Mrs. Johnson
- 1930 : The Fair Deceiver
- 1930 : Old Bill's Christmas
- 1930 : Campus Sweethearts

### comme scénariste
- 1921 : The Ranger and the Law
- 1922 : The Masked Avenger
- 1922 : The Devil's Ghost
- 1923 : Michael O'Halloran
- 1925 : The Keeper of the Bees
- 1927 : The Magic Garden